# Krusty's Fun House
 (janvier 2020).
Krusty's Fun House (également Krusty's Super Fun House suivant les versions) est un jeu vidéo de plates-formes / réflexion développé par Fox Williams et Audiogenic Software et édité  par Acclaim et Virgin Games en 1992. Le jeu est sorti sur divers micro-ordinateurs et consoles. Il est basé sur la licence Les Simpson,,,,,,,
,,,.

## Système de jeu
Le joueur dirige Krusty le clown et doit mener des rats se déplaçant comme les créatures du jeu Lemmings (toujours tout droit jusqu'à un obstacle) vers une machine les exterminant.
Le jeu reprend une partie du gameplay des Lemmings en ajoutant la gestion du personnage principal et en inversant le but : il s'agit ici d'exterminer les créatures et non de les sauver.

## Développement
Le jeu est développé par Pat Fox et Scott Williams. Initialement sorti en exclusivité sur Amiga sous le nom de Rat Trap en 1991, publié par Audiogenic Software Limited (ASL), le jeu n'avait aucun lien avec la série Les Simpson. Intéressé par le logiciel, Acclaim, qui possédait les droits de la licence Les Simpson, a racheté Rat Trap et a fait remplacer le personnage originel par Krusty le clown.